# 小行星1271
小行星1271（1271 Isergina）是一颗围绕太阳公转的小行星。1931年10月10日，格利果利·N·諾伊明在克里米亚发现了此天体。
該小行星以發現者的朋友彼得·瓦西里耶維奇·伊瑟金（Pyotr Vasilyevich Isergin）命名。
这颗小行星的绝对星等为267.91218等。